# Phytomyza clematisella
Phytomyza clematisella är en tvåvingeart som beskrevs av Spencer 1986. Phytomyza clematisella ingår i släktet Phytomyza och familjen minerarflugor. Inga underarter finns listade i Catalogue of Life.